# Banda de valência
Banda de valência é uma banda  de energia formada por níveis de energia, ocupada por elétrons semilivres, que estão um pouco mais separados do núcleo que os demais. É nesta banda de energia que se acumulam as lacunas eletrônicas ou buracos eletrônicos, após serem criadas no material por processos energéticos, como por exemplo, a incidência de radiação eletromagnética. É nela também, que se dá o transporte de lacunas (buracos) sob a influência de campo elétrico aplicado. Esta banda tem energias menores que a banda de condução, onde se dá o transporte dos elétrons.